# Culture du Bhoutan

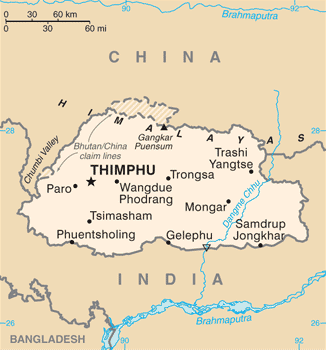
Bhoutan, frontières de 2015

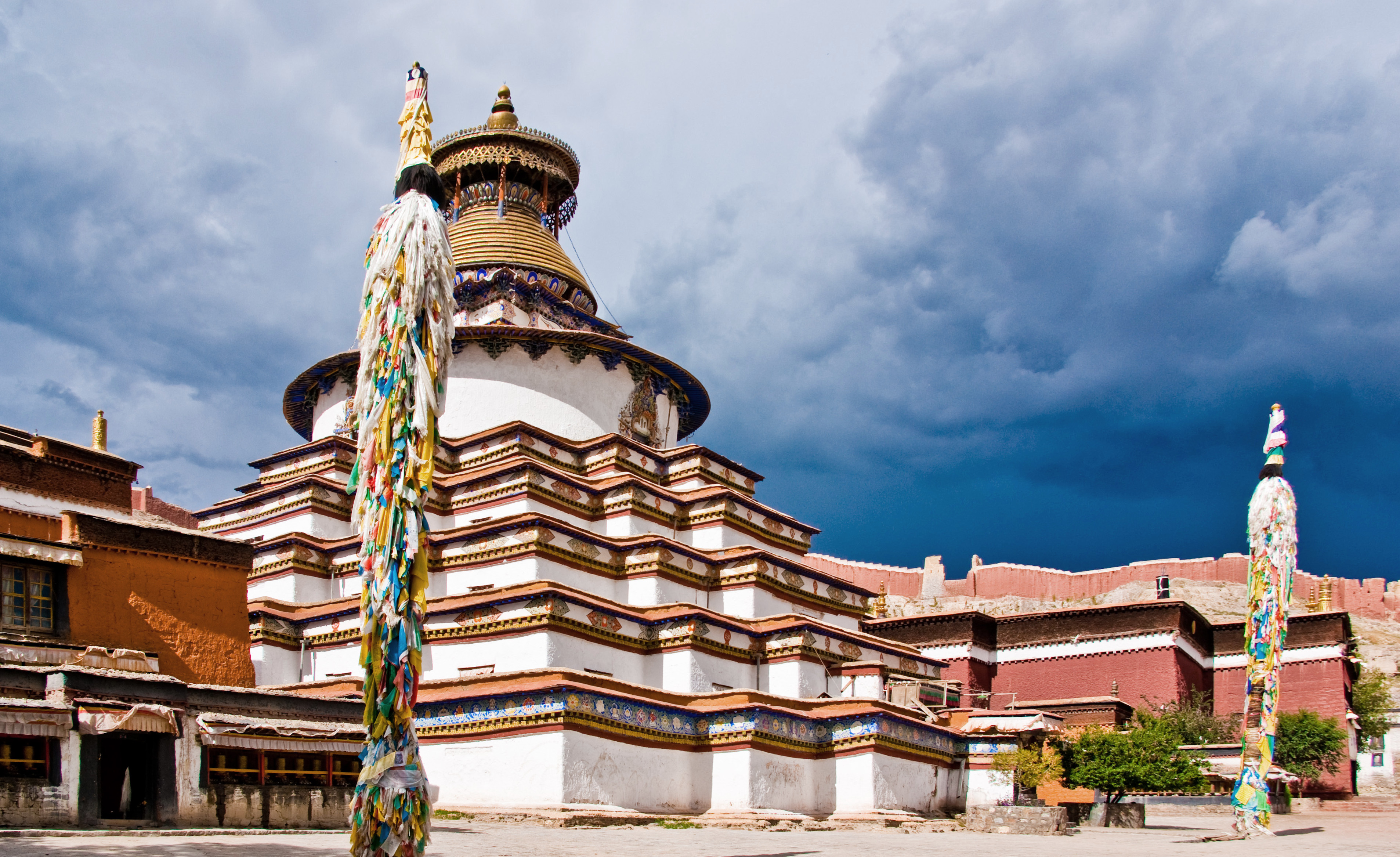
Le kumbum de Gyantse

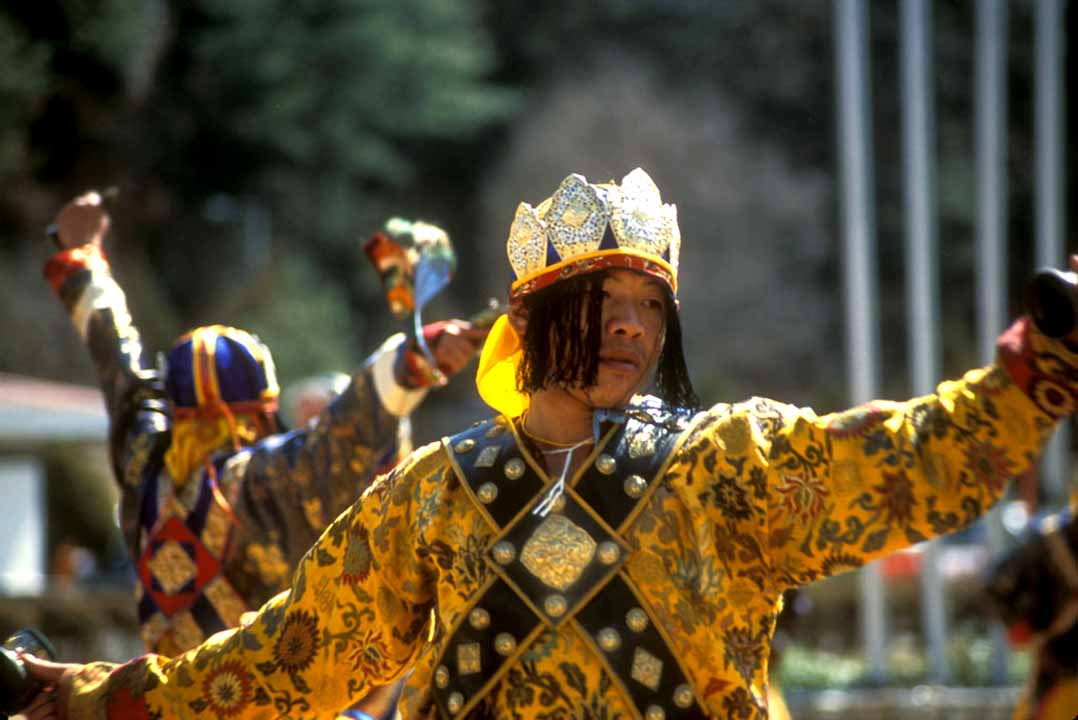
Parade en musique au Bhoutan

La culture du Bhoutan est l'une des cultures tibétaines, dont elle dérive ; la langue officielle, le dzongkha qui est une variante du tibétain classique, classée dans les langues tibétiques méridionales. les principes théocratiques, la religion, et les arts séculaires, avec notamment les Thangkas, et de nombreux autres éléments comme la musique, l'architecture bhoutanaise (en) (dzong, ou monastère comme le Taktshang) en sont proches.
La séparation du Tibet et du Bhoutan et l'unification de ce dernier s'est réalisé dans les années 1630 sous Shabdrung Ngawang Namgyal (1594–1651).
Elle est probablement davantage influencée par la culture indienne que l'ensemble du Tibet, du fait de la situation géographique du pays.
Ce petit pays himalayen enclavé, de 38 394 km2, est d'abord riche de sa population de 782 318 Bhoutanaises et Bouthanais, parlant principalement tshangla, dzongkha et népalais.

## Traditions

### Religion(s)
- Catégorie:Religion au Bhoutan,
- Traditions religieuses (tibétaines) himalayennes pré-bouddhiques Bön
- Traditions religieuses Mun (chez les Lepchas)
- Bouddhisme au Bhoutan	(>75 %), liste de temples bouddhistes au Bhoutan (en)
- Hindouisme au Bhoutan (en) (22 %, 160 000 hindouistes en 2010, 190 000 en 2020, estimations)
- Christianisme au Bhoutan(<1 %), dont catholicisme au Bhoutan, diocèse de Darjeeling
- Islam au Bhoutan	(0,1 %)
- Vie monastique au Bhoutan
- Édifices religieux au Bhoutan
- Liberté de religion au Bhoutan (en)

### Symboles
- Emblème du Bhoutan
- Drapeau du Bhoutan
- Druk tsendhen, hymne national du royaume du Bhoutan depuis 953

### Fêtes
- Fêtes et congés au Bhoutan (en)

### Société
- Les femmes au Bhoutan (en)
- Polygamie au Bhoutan (en)

## Littérature(s)
- Catégorie:Écrivain bhoutanais

### Littérature contemporaine
Née en 1952 dans le district de Bumthang, Kunzang Choden est une écrivaine anglophone, auteur du premier roman bhoutanais, Le Cercle du Karma (2005). Sa vie et son œuvre témoignent de son engagement, tant pour la condition des femmes que pour le développement de son pays et la transmission des traditions orales.

## Média
- Catégorie:Média au Bhoutan

## Arts visuels
- Catégorie:Artiste bhoutanais
- Art bhoutanais

### Architecture
- Dzong du Bhoutan, monastère-forteresse bouddhiste,
- Catégorie:Architecture au Bhoutan
- Architecture du Bhoutan (en)

## Arts du spectacle
- Académie royale des arts de performance (en)

### Musique
- Musique bhoutanaise

### Danse
- Cham (danse)

### Cinéma
- Cinéma bhoutanais
- Réalisateurs :
  - Khyentse Norbu (1961-)
  - Tshering Wangyel (en) (1971-2015)
  - Dechen Roder (1980-)
  - Pawo Choyning Dorji (1983-), L'École du bout du monde (2019), Le Moine et le fusil (2023)

## Arts de la table

### Cuisine(s)
- Cuisine bhoutanaise

## Santé
- Catégorie:Santé au Bhoutan, Protection sociale

### Sports, arts martiaux
- , Archerie, Football, Basketball, Footsal, Cricket…
- Sports au Bhoutan (en), Digor (sports) (en), Khuru (sport) (en), Pundo (en), Soksom (en)
- Catégorie:Sport au Bhoutan
- Catégorie:Sportif bhoutanais
- Bhoutan aux Jeux olympiques

## Artisanats

### Textiles, cuir, papier
- Driglam Namzha, code officiel du vêtement au Bhoutan,
- Kira (vêtement)

### Patrimoine
- Bibliothèque nationale du Bhoutan
- Tourisme au Bhoutan

#### Musées
- Liste de musées au Bhoutan

#### Liste du Patrimoine mondial
Le programme Patrimoine mondial (UNESCO, 1971) a inscrit dans sa liste du Patrimoine mondial (au 12/01/2016) : Liste du patrimoine mondial au Bhoutan.

#### Liste représentative du patrimoine culturel immatériel de l’humanité
Le programme Patrimoine culturel immatériel (UNESCO, 2003) a inscrit dans sa liste représentative du patrimoine culturel immatériel de l’humanité (au 10/01/2016) :
- 2008 : La Drametse Ngacham[1]